# Kanton Geispolsheim
Kanton Geispolsheim (fr. Canton de Geispolsheim) byl francouzský kanton v departementu Bas-Rhin v regionu Alsasko. Tvořilo ho 10 obcí. Zrušen byl po reformě kantonů 2014.

## Obce kantonu
- Blaesheim
- Duppigheim
- Entzheim
- Eschau
- Fegersheim
- Geispolsheim
- Holtzheim
- Kolbsheim
- Lipsheim
- Plobsheim